# Râul Hușnița
Râul Hușnița este un curs de apă, afluent al râului Motru. Are o lungime de 44 km și un bazin hidrografic ce ocupă o suprafață de 313 kmp.